# KBS 뉴스 9 경기·인천
《KBS 뉴스 9 경기·인천》은 KBS 경인 1TV에서 매주 평일 오후 9시 30분에 방송 중인 경기 인천 지역 메인 뉴스 프로그램이다.

## 앵커
| 역대 | 진행자             | 진행 기간                          | 비고        |
| ---- | ------------------ | ---------------------------------- | ----------- |
| 1대  | 도경완 前 아나운서 | 2010년 9월 13일 ~ 2010년 12월 31일 |             |
| 2대  | 오태훈 아나운서    | 2011년 1월 3일 ~ 2011년 2월 28일   |             |
| 3대  | 장민정 아나운서    | 2011년 3월 1일 ~ 2012년 7월 11일   |             |
| 4대  | 강려원 아나운서    | 2012년 7월 12일 ~ 2016년 4월 13일  |             |
| 5대  | 서수진 아나운서    | 2016년 4월 18일 ~ 2016년 5월 27일  |             |
| 6대  | 강승희 아나운서    | 2016년 5월 30일 ~ 2024년 12월 26일 | [ 1 ] [ 2 ] |
| 7대  | 이가회 아나운서    | 2025년 1월 1일 ~ 현재              |             |

## 경쟁 프로그램
- OBS 뉴스 730 (OBS 경인TV)